# 毕奥陨坑
毕奥陨坑（Biot）是位于月球正面丰富海南部的一座小撞击坑，以法国物理学家、天文学家及数学家让-巴蒂斯特·毕奥(1774年-1862年)之名命名，1935年被国际天文学联合会批准接受。

## 描述
毕奥陨坑西北方是桑特贝奇环形山、蒙日陨石坑和库克陨石坑，东南面则坐落着较大的罗特斯勒环形山和斯内利厄斯环形山。该陨坑的中心月面坐标为22°42′S 51°05′E / 22.70°S 51.08°E，直径13.01公里，深度约2.111公里。
陨坑外观呈圆形，坑壁沿尖峭，坑底较小、表面平坦，几乎已完全被熔岩覆盖。陨坑岩壁较周围地形高490米，内部容积约为70公里³。内壁坡具有年轻撞击坑所拥有的典型特征-反照率较周边地形明显更高。
它是"BIO"类形态陨坑的典型代表。

## 卫星陨石坑

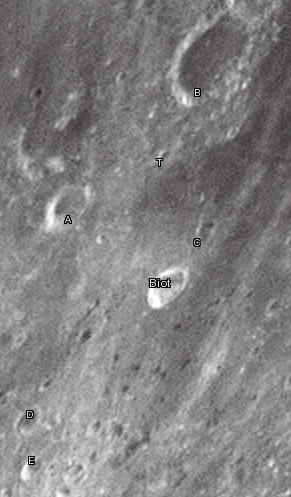
周边卫星坑图.

按照惯例，最靠近毕奥陨坑的卫星坑在月图上将以字母标注在该坑中心点的旁边。
| 毕奥 | 纬度     | 经度     | 直径     |
| ---- | -------- | -------- | -------- |
| A    | 22.22° S | 48.83° E | 14.9公里 |
| B    | 20.43° S | 49.58° E | 27.5公里 |
| C    | 22.11° S | 51.14° E | 7.0公里  |
| D    | 24.34° S | 50.35° E | 8.8公里  |
| E    | 24.77° S | 50.87° E | 8.0公里  |
| T    | 21.45° S | 49.80° E | 5.3公里  |

- 毕奥陨坑已被月球和行星观测协会(ALPO)列入《带有明亮射纹系统的撞击坑列表》[5]；
- 毕奥陨坑及卫星坑"毕奥 A"被月球及行星观测者协会(ALPO)列入《内侧壁坡带有暗黑辐射纹的撞击坑列表》[6].

## 图集

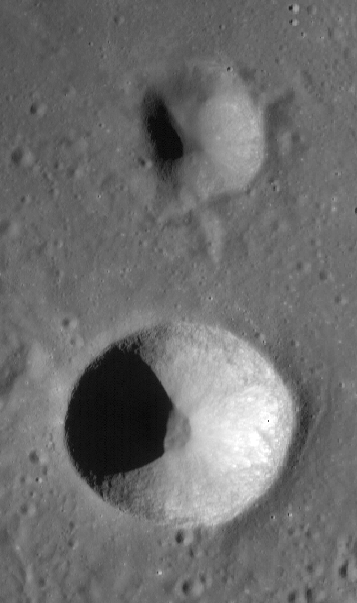
月球勘测轨道飞行器拍摄，下为毕奥陨坑，上是卫星坑"毕奥 C"。
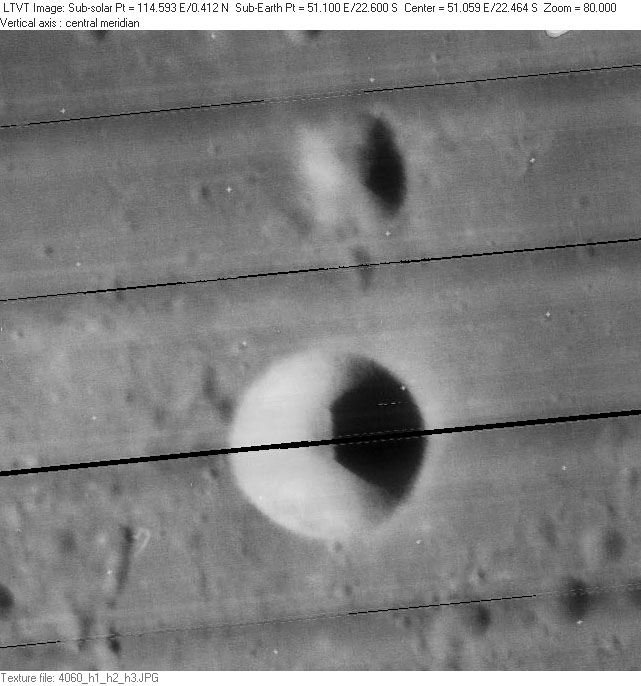
月球轨道器4号拍摄。